# Ferenc Novák
Pour les articles homonymes, voir Novák.
Ferenc Novák, né le 13 juillet 1969 à Budapest, est un céiste hongrois pratiquant la course en ligne.

## Palmarès

### Jeux olympiques de canoë-kayak course en ligne
- 2000 à Sydney,  Australie
  -  Médaille d'or en C-2 500m[1]